# Iglesia de Usmagama
La Iglesia de Usmagama es un templo católico ubicado en la localidad de Usmagama, comuna de Huara, Región de Tarapacá, Chile. Fue declarada monumento nacional de Chile, en la categoría de monumento histórico, mediante el Decreto Supremo n.º 5705, del 3 de agosto de 1953.

## Historia
La iglesia se construyó en un estilo barroco andino en el siglo XVII. El terremoto de 2005 dejó a la iglesia con graves daños, por lo que se realizaron trabajos de reconstrucción que se terminaron en 2011.

## Descripción
De una sola nave con dos recintos anexos, uno de sacristía y una habitación, cuenta con muros de adobe recubiertos por cal, mientras que su techumbre es a dos aguas con cubierta de zinc. Presenta una torre adosada, y un atrio delimitado por una banda de piedra. Su acceso es de piedra blanca tallada con motivos florales y frutales, y en sus costados destacan columnas salomónicas. En el interior existe un retablo de madera.